# Нікіта (фільм)
«Нікіта» (фр. Nikita, в американському прокаті «La Femme Nikita») — франко-італійський кінофільм Люка Бессона, пригодницька драма.

## Сюжет
Після пограбування магазину, що закінчилося кривавою бійнею, молоду героїню на ім'я Нікіта притягають до суду за вчинене нею вбивство. Після суду, урядова силова структура, вбачаючи в Нікіті якийсь потенціал, інсценує її смерть і починає роботу з перетворення тендітної дівчини в секретного агента, що спеціалізується на вбивствах.

## У ролях
| Анн Парійо     | ···· | Нікіта́               |
| Марк Дюре      | ···· | Ріко                 |
| Патрік Фонтана | ···· | Койот                |
| Ален Латьєр    | ···· | Зап                  |
| Жак Буде       | ···· | хімік                |
| Чекі Каріо     | ···· | Боб                  |
| Жан-Юг Англад  | ···· | Марко                |
| Жанна Моро     | ···· | Аманда               |
| Філіп Леруа    | ···· | Гросман              |
| Жан Рено       | ···· | Віктор, «чистильник» |
| Жан Буіз       | ···· | аташе посольства     |

## Культурний вплив
Цей фільм Люка Бессона здобув велику популярність не тільки у Франції, але і в інших країнах, наприклад, у Великій Британії та США. Пізніше його перезняли як американський рімейк «Точка повернення», а також знято серіал з однойменною назвою. Незвично величний і урочистий вид історії при найближчому розгляді цілком міг зійти за голлівудську видовищність. Не випадково Бессона, як і його соратників по необароко, особливо, Жана-Жака Бенекса, примітили саме в Голлівуді. «Нікіта» доводить, що Люк Бессон схильний створити тільки видимість постмодерністської традиції, неординарно обіграти розхожу шпигунську історію, майже протягом всієї дії ефектно і багатозначно розповідаючи про підготовку дівчини-злочинниці з рідкісним ім'ям Нікіта для якоїсь відповідальної і секретної місії. З'ясовується, що ніякого другого сенсу в стрічці немає, режисерові бракує навіть іронії, щоб не так явно милуватися тим, як він зухвало поводиться з жанром, грає з фактурою, жонглює кінематографічними прийомами, немов ілюзіоніст обманює довірливих глядачів[джерело?].
Анн Парійо, яка прославилася в «Нікіті», отримала крім нагороди «Сезар» за роль також запрошення на з'омки в США.

## Визнання
| Нагороди та номінації фільму «Нікіта» | Нагороди та номінації фільму «Нікіта»                       | Нагороди та номінації фільму «Нікіта» | Нагороди та номінації фільму «Нікіта» | Нагороди та номінації фільму «Нікіта» | Нагороди та номінації фільму «Нікіта» |
| Рік                                   | Кінофестиваль/кінопремія                                    | Категорія/нагорода                    | Номінант                              | Результат                             |                                       |
| ------------------------------------- | ----------------------------------------------------------- | ------------------------------------- | ------------------------------------- | ------------------------------------- | ------------------------------------- |
| 1991                                  | Премія «Сезар» (16-та церемонія)                            | Найкращий фільм                       | Нікіта                                | Номінація                             |                                       |
| 1991                                  | Премія «Сезар» (16-та церемонія)                            | Найкращий режисер                     | Люк Бессон                            | Номінація                             |                                       |
| 1991                                  | Премія «Сезар» (16-та церемонія)                            | Найкраща акторка                      | Анн Парійо                            | Перемога                              |                                       |
| 1991                                  | Премія «Сезар» (16-та церемонія)                            | Найперспективніший актор              | Марк Дюре                             | Номінація                             |                                       |
| 1991                                  | Премія «Сезар» (16-та церемонія)                            | Найкраща операторська робота          | Тьєррі Арбоґаст                       | Номінація                             |                                       |
| 1991                                  | Премія «Сезар» (16-та церемонія)                            | Найкращі декорації                    | Ден Вейл                              | Номінація                             |                                       |
| 1991                                  | Премія «Сезар» (16-та церемонія)                            | Найкращий монтаж                      | Олів'є Моффруа                        | Номінація                             |                                       |
| 1991                                  | Премія «Сезар» (16-та церемонія)                            | Найкращий звук                        | Мішель Барльє, П'єр Бев, Жерар Ломпс  | Номінація                             |                                       |
| 1991                                  | Премія «Сезар» (16-та церемонія)                            | Найкраща музика до фільму             | Ерік Серра                            | Номінація                             |                                       |
| 1991                                  | Давид ді Донателло                                          | Найкращий іноземний фільм             | Нікіта                                | Номінація                             |                                       |
| 1991                                  | Давид ді Донателло                                          | Найкраща іноземна акторка             | Анн Парійо                            | Перемога                              |                                       |
| 1991                                  | Премія Італійського національного синдикату кіножурналістів | Найкращий іноземний режисер           | Люк Бессон                            | Номінація                             |                                       |
| 1991                                  | Національна рада кінокритиків США                           | Топ іноземних фільмів                 | Нікіта                                | Перемога                              |                                       |
| 1992                                  | Золотий глобус                                              | Найкращий фільм іноземною мовою       | Нікіта                                | Номінація                             |                                       |